# 1238
- Wikisource

| Calendário gregoriano                                                        | 1238 MCCXXXVIII                                      |
| Ab urbe condita                                                              | 1991                                                 |
| Calendário arménio                                                           | 687 – 688                                            |
| Calendário bahá'í                                                            | -606 – -605                                          |
| Calendário budista                                                           | 1782                                                 |
| Calendário chinês                                                            | 3934 – 3935 Início a 18 de janeiro (aproximadamente) |
| Calendário copta                                                             | 954 – 955                                            |
| Calendário etíope                                                            | 1230 – 1231                                          |
| Calendários hindus - Vikram Samvat - Calendário nacional indiano - Cáli Iuga | 1293 – 1294 1159 – 1160 4338 – 4339                  |
| Calendário Holoceno                                                          | 11238                                                |
| Calendário islâmico                                                          | 635 – 636                                            |
| Calendário judaico                                                           | 4998 – 4999                                          |
| Calendário persa                                                             | 616 – 617                                            |
| Calendário rúnico                                                            | 1488                                                 |
| Calendário solar tailandês                                                   | 1781                                                 |

1238 (MCCXXXVIII, na numeração romana) foi um ano comum do século XIII do Calendário Juliano, da Era de Cristo, a sua letra dominical foi C (52 semanas), teve início a uma sexta-feira e terminou também a uma sexta-feira.
| Ano completo                       |
| ---------------------------------- |
| Ano comum com início à sexta-feira |

## Eventos
- 4 de Março — vitória mongol sobre os exércitos do rei Jorge II de Vladimir-Susdália na Batalha do rio Sit.
- Moscou, na época uma cidade pequena, é invadida e destruída pelos mongóis.
- Conquista de Mértola pelo Reino de Portugal.
- Maomé I funda o Reino Nacérida de Granada.

## Nascimentos
- Madhva (m. 1317).
- Frederico III da Lorena — duque da Lorena (m. 1302).
- Yang Hui — matemático chinês (m. 1298).

## Mortes
- 19 de março — Henrique I, o Barbudo, rei da Polónia, duque da Baixa Silésia e duque de Wroclaw (n. entre 1197 e 1207).
- Raul VIII de Beaumont-au-Maine — visconde de Sainte-Suzanne e de Beaumont-au-Maine (n. 1190).
- Guilherme de Lorris — poeta francês (n. ca. 1200).